# Vinslöv
Vinslöv – miejscowość (tätort) w Szwecji, w regionie administracyjnym (län) Skania, w gminie Hässleholm.
Według danych Szwedzkiego Urzędu Statystycznego liczba ludności wyniosła: 3989 (31 grudnia 2015), 4116 (31 grudnia 2018) i 4107 (31 grudnia 2019).